# Exorista thomasi
Exorista thomasi là một loài ruồi trong họ Tachinidae.